# Million dollar counterfeiting
Le million dollar counterfeiting, qui tire son nom du montant total estimé des tirages contrefaits, est une affaire découle de la diffusion, au Canada, entre mars et mai 1880, de faux dollars des États-Unis, dont de faux 5 dollars américains de 1875, particulièrement bien imités.
En fait, un expert numismate de Washington D.C., se retrouva par hasard en possession de l'un de ces faux dollars et l'estima trop bien imprimé pour être honnête. Les imitations du billet américain attirèrent l'attention des autorités canadiennes sur l'existence de billets canadiens contrefaits. Il s'agissait de billets d'un dollar canadien ou de divers billets de divers montants (de 4 à 10 dollars) émis par des banques de l'Ontario ou d'autres États.
Les billets contrefaits étaient si bien réalisés que les banques les honoraient. Ils étaient l'œuvre du graveur, Edwin Johnson, qui avait gravé 21 plaques et finit par être arrêté par un détective, John Wilson Murray, en 1880.